# Petit Papa Noël super flic
Petit Papa Noël super flic (France) ou Bon Chien, Bad Cop (Québec) (Stop! Or My Dog Will Shoot) est le 20e épisode de la saison 18 de la série télévisée d'animation Simpson.

## Synopsis
La famille Simpson va visiter un labyrinthe de maïs. Au bout d'un moment, ils se perdent. Homer lance Lisa dans les airs pour voir s'il n'y aurait pas de sortie proche, mais cette dernière ne voit que du maïs. Homer panique et hallucine, laissant le reste de la famille trouver la sortie. Homer, toujours dans le labyrinthe, se fait secourir bientôt par son chien Petit Papa Noël qui est engagé dans la police par le chef Wiggum. Bart se sent seul sans son chien... il va alors s'acheter un serpent, qu'il baptisera "L'Étrangleur". À l'école, des produits chimiques se renversent et deviennent hautement toxiques, ce qui fait tomber Bart dans les pommes. La police sur les lieux, Petit Papa Noël supplie Wiggum pour aller dans l'école et ranime Bart. Bart laisse son serpent et reprend son chien. Finalement, l'Étrangleur sera recueilli par le jardinier Willie et s'installera sur... un support de boyau d'arrosage.